# Bertre
Bertre är en kommun i departementet Tarn i regionen Occitanien i södra Frankrike. Kommunen ligger i kantonen Puylaurens som tillhör arrondissementet Castres. År 2022 hade Bertre 108 invånare.

## Befolkningsutveckling
Antalet invånare i kommunen Bertre
| Referens: INSEE |